# 第三帝国の遺産
『第三帝国の遺産』（だいさんていこくのいさん、原題: The Holcroft Covenant）は、1985年のイギリスの映画である。監督はジョン・フランケンハイマーで、原作はロバート・ラドラムの小説『ホルクロフトの盟約』である。
日本では劇場未公開であり、ビデオスルーとなった。

## ストーリー
ナチスの将校たちが遺した莫大な財産を巡る争いを描く。

## キャスト
- マイケル・ケイン
- アンソニー・アンドリュース
- ヴィクトリア・テナント
- リリー・パルマー
- マリオ・アドルフ
- マイケル・ロンズデール
- レネ・ソーテンダイク